# Симонов, Валерий Петрович
Валерий Петрович Симонов — советский и российский журналист, медиаменеджер. Главный редактор газет «Комсомольская правда» (1995—1997), «Трибуна» (2000—2004) и «Труд» (2006—2007, повторно с 2012 года).

## Биография
Родился 22 сентября 1953 г. в Карагандинской области (Казахстан).

### Образование
Окончил факультет журналистики Иркутского государственного университета.

### Карьера
- 1970—1980 — работа в печатных СМИ в Чите (с 1976 года работал в качестве стажёра-корреспондента редакции газеты «Комсомолец Забайкалья»);
- 1981—1984 — главный редактор газеты «Комсомолец Забайкалья»;
- 1984—1988 — инструктор и заведующий сектором печати ЦК ВЛКСМ;
- 1988—1994 — заместитель, первый заместитель главного редактора газеты «Комсомольская правда», был председателем Совета АОЗТ «Комсомольская правда»;
- С 6 октября 1994 года по 29 апреля 1997 года — главный редактор газеты «Комсомольская правда»[2];
- 1997—1999 — главный редактор специального издания «Деловой вторник»;
- 2000—2004 — первый заместитель главного редактора, главный редактор газеты «Трибуна»;
- 2005—2007 — ответственный секретарь, главный редактор газеты «Труд»[3];
- С января 2012 года — главный редактор газеты «Труд»[4][5].

### Награды
- Благодарность Президента Российской Федерации (25 июля 1996 года) — за активное участие в организации и проведении выборной кампании Президента Российской Федерации в 1996 году[6].
- Орден Русской Православной церкви Святого Благоверного Князя Даниила III степени.
- Лауреат Премии города Москвы в области журналистики.
- Лауреат премии «Золотое перо России» в номинации «За верность профессии» (2017)[7].

### Семья
Женат, имеет сына.